# Phước Công
Phước Công is een xã in het district Phước Sơn, een van de districten in de Vietnamese provincie Quảng Nam. Phước Công heeft ruim 600 inwoners op een oppervlakte van 59,11 km².

## Geografie en topografie
Phước Công grenst in het noorden aan Phước Chánh, in het oosten aan Phước Lộc, in het zuiden aan Đắk Choong in huyện Đắk Glei van de provincie Kon Tum en in het westen aan Phước Mỹ.